# علی رحیمی کازرونی
علی رحیمی کازرونی (زاده ‎۱۶ دی ۱۳۷۰ در کازرون)، دروازه‌بان تیم ملی هندبال ایران است. او در حال حاضر عضو تیم هندبال مس کرمان در لیگ برتر هندبال مردان ایران است.

## سابقه و افتخارات باشگاهی
رحیمی سابقه قهرمانی در لیگ برتر هندبال ایران را به همراه تیم‌های منیزیم فردوس  در سال ۱۳۹۴، نفت و گاز گچساران در سال ۱۳۹۶، سپاهان اصفهان در سال ۱۳۹۷ و نیروی زمینی شهید شاملی کازرون در سال ۱۳۹۹ در کارنامه دارد. او همچنین سابقه کسب دو مقام نایب‌قهرمانی لیگ برتر هندبال را به همراه تیم ‌ثامن‌الحجج مشهد در سال‌های ۱۳۹۱ و ۱۳۹۲ و همچنین چهار مقام نایب‌قهرمانی به همراه نیروی زمینی شهید شاملی کازرون در سال‌های ۱۳۹۸، ۱۴۰۰، ۱۴۰۱ و ۱۴۰۲ در کارنامه دارد.  وی به همراه تیم نفت و گاز گچساران در جام باشگاه‌های هندبال جهان در سال ۲۰۱۷ به مقام هفتم رسید.